# Holzhauser Bruch
Das Holzhauser Bruch ist ein Naturschutzgebiet auf dem Gebiet der Stadt Bad Salzuflen im nordrhein-westfälischen Kreis Lippe.

## Lage
Das Naturschutzgebiet grenzt im Südwesten an das Naturschutzgebiet „Werreniederung und Haferbach“ (LIP-082), im Südosten an die Siedlungen Sand und Alt-Holzhausen, an landwirtschaftlich genutzte Flächen, die demnächst durch die Bundesstraße 239, von Lage bis zum Autobahnanschluss bei Herford auf neuer Trasse als Ortsumfahrung für Holzhausen durchkreuzt werden sollen, und im Westen an das Naturschutzgebiet „Heipker See“ (LIP-019).

## Beschreibung
Es handelt sich um ein Gebiet mit Wald auf einem Niedermoorstandort, die Geländekante zum Tal sowie den naturnahen Flusslauf der Werre, die hier stark mäandert und die westliche Grenze des Gebietes darstellt. Der Fluss weist einen Saum von Ufergehölzen, Hochstaudenfluren und Uferröhrichten sowie Steilufern auf. Im und am Fluss selbst gibt es Kies- und Sandbänke.

### Lebensräume
Im Schutzgebiet sind „Hainsimsen-Buchenwald“ (9110), „Sumpf-, Moor- und Bruchwälder“ (NAC0), „Auenwälder“ (NAX0), „Nass- und Feuchtgrünland incl. Brachen“ (NEC0) sowie „Fließgewässer“ (NFM0) als Lebensraumtypen beschrieben.

### Biotoptypen
Folgende Biotoptypen sind im Naturschutzgebiet Stadtwald bezeichnet: „Buchen-Eichenmischwald“ (AB1; 0,77 ha), „Erlen-Bruchwald“ (AC4; 0,75 ha), „Ufergehölz“ (BE0; 1,96 ha), „Nass- und Feuchtgrünland“ (EC0; 0,33 ha) und „Mittelgebirgsfluss“ (FO1; 4,79 ha).

## Flora und Fauna
Das Nebeneinander von Sumpfgebiet mit Feuchtwiesen und trockensandigem Gelände bietet ausgezeichnete Bedingungen für die Pflanzen- und Tierwelt.

### Flora
In den unterschiedlichen Lebensräumen des Schutzgebiets sind folgende Arten nachgewiesen:
- Bittersüßer Nachtschatten
- Bruch-Weide
- Drüsiges Springkraut
- Echte Nelkenwurz
- Echte Zaunwinde
- Echter Baldrian
- Flatter-Binse
- Gefleckte Taubnessel
- Gemeine Esche
- Gewöhnliche Pestwurz
- Giersch
- Große Brennnessel
- Gundermann
- Hain-Rispengras
- Haselnuss
- Kanadische Pappel
- Kletten-Labkraut
- Knäuel-Binse
- Knoblauchsrauke
- Langährige Segge
- Moor-Birke
- Pfennigkraut
- Rohr-Glanzgras
- Rotbuche
- Schlehe
- Schmalblättriger Merk
- Schwarz-Erle
- Schwarze Johannisbeere
- Schwarzer Holunder
- Silber-Weide
- Spitzblütige Binse
- Stiel-Eiche
- Sumpf-Hornklee
- Sumpf-Segge
- Ufer-Wolfstrapp
- Vogelbeere
- Wald-Engelwurz
- Wasserdarm
- Wasserdost
- Weiße Hainsimse
- Wiesen-Bärenklau
- Winkel-Segge
- Wolliges Honiggras
- Zottiges Weidenröschen
- Zweiblättrige Schattenblume